# Phoenix Suns
Phoenix Suns é uma equipe de basquete da National Basketball Association sediada em Phoenix, Arizona. Sua arena se chama Footprint Center. A equipe foi fundada em 1968 e nunca conseguiu um campeonato da liga, chegando a vice-campeonatos em 1976,1993 e 2021.

## História
A equipa foi fundada em 1968, quando a NBA abriu vagas para franquias de Phoenix e Milwaukee. Já na sua segunda temporada, em 1969-70, alcançava os playoffs. Nos anos 1970, os Suns entraram em boa fase, vencendo a conferência Oeste em 1975-76 após desclassificar os campeões anteriores Golden State Warriors, perdendo para o Boston Celtics mas conseguindo 42 vitórias e 40 derrotas na temporada.
Entre o fim dos anos 70 e início dos 80, os Suns alcançaram 8 playoffs consecutivos dos quais ganharam 6, com duas finais de conferência; então, escândalos envolvendo drogas e uma troca de proprietário levaram a equipe a uma decadência. A sorte começou a mudar em 1988-89, quando alcançou a final de conferência, repetida no ano seguinte, participando seguidamente dos playoffs até 1991-92.
Em 1992, Charles Barkley foi contratado em uma troca com o Philadelphia 76ers. Barkley foi eleito jogador mais valioso (MVP) da temporada e liderou o Suns ao título da conferência, perdendo a final para o Chicago Bulls de Michael Jordan. No ano seguinte, o Suns participou do McDonald's Championship em Hamburgo, vencendo o título após bater Real Madrid e Bologna. Barkley ficou no time até 1996, quando em meio à brigas com o presidente Jerry Colangelo foi enviado em uma troca para o Houston Rockets. No mesmo ano, Jason Kidd fora trazido do Dallas Mavericks, tornando-se líder da equipe e levando-a a todos os playoffs, até sua saída em 2001.
O Suns entrou em má fase após a saída de Kidd, com presença em apenas um playoff em 2002-03. O time só "ressuscitou" após Steve Nash, que começara na NBA no Suns mas foi para o Mavericks enquanto sua posição era ocupada por Kidd, resolver voltar ao time em 2004. Sob Nash e o técnico novato Mike D'Antoni, a equipe do Arizona focava em um estilo veloz que garantiu o primeiro lugar geral da temporada regular (62 vitórias e 12 derrotas), bem como prêmios de MVP para Nash e técnico do ano para D'Antoni, e Amare Stoudemire e Shawn Marion convocados para o All Star Game. O Suns alcançou as finais da conferência, perdendo para os campeões San Antonio Spurs. Na temporada seguinte, Nash receberia outro MVP enquanto os Suns voltavam às finais do Oeste, perdidas para o Dallas Mavericks. Na temporada 2006-07, os Suns caíram nas semifinais de conferência diante do poderoso San Antonio Spurs, comandados por Tim Duncan e Tony Parker. O brasileiro Leandro Barbosa foi eleito o "Sexto Homem" do ano (título dado ao melhor reserva da temporada).
Em 2007-08, o Suns realizou uma troca, na qual enviou o armador Marcus Banks e o ala-pivô Shawn Marion para o Miami Heat, recebendo em troca um dos 50 melhores jogadores da NBA, o pivô Shaquille O'Neal. Voltaram aos playoffs, caindo na primeira rodada para o Spurs.
No dia 10 de dezembro de 2008, foi confirmada uma troca de jogadores do Phoenix com o Charlotte Bobcats. Raja Bell, Boris Diaw e Sean Stingletary (do Phoenix), foram trocados por Jared Dudley e o astro Jason Richardson. Os Suns não se classificaram para os playoffs por uma diferença ínfima.
Em 2009, após mandar Shaquille O`Neal para o Cleveland Cavaliers e adquirir Channing Frye e Louis Amundson em contratações e Earl Clark e Taylor Griffin no draft, o Suns voltou aos playoffs, e após eliminar o Portland Trail Blazers e o San Antonio Spurs, caiu diante dos Los Angeles Lakers na final do Oeste. Esta foi a última classificação dos Suns para a segunda fase até o momento.
A década de 2010 viu os Suns decaírem em uma constante reconstrução da equipe. O ponto inicial foi a saída de Stoudemire para o New York Knicks, e mesclando veteranos (Hedo Türkoğlu, Vince Carter, Marcin Gortat) e calouros, o Suns fechou duas temporadas seguidas na décima colocação do oeste. Após trocar Nash para o Lakers por futuras escolhas no draft em 2012, o Suns fechou a temporada 2012-13 como pior equipe do Oeste e quarta geral. Ainda assim em 2013-14 um reinventado Suns liderado por Eric Bledsoe, Goran Dragić, P.J. Tucker, e os irmãos Markieff Morris e Marcus Morris quase conseguiu a última vaga do Oeste, ficando a uma vitória do oitavo colocado Mavericks.